# Winver
 (septembre 2020).
 (septembre 2020).
Si vous disposez d'ouvrages ou d'articles de référence ou si vous connaissez des sites web de qualité traitant du thème abordé ici, merci de compléter l'article en donnant les références utiles à sa vérifiabilité et en les liant à la section « Notes et références ».
Winver est une commande du système d'exploitation Microsoft Windows qui permet d'afficher la version du système en cours d'utilisation.
C'est un fichier d'origine qui est inclus dans Windows, quelle que soit la version.

## Localisation
C:\Windows\system32\winver.exe

## Versions affichées par les Windows de type familial ou client de groupe de travail ou membre de domaine
- ? pour Windows 2.0
- ? pour Windows 2.10
- ? pour Windows 2.11
- 3.0 pour Windows 3.0
- 3.10 pour Windows 3.1, Windows for Workgroups 3.1 et Windows for Workgroups 3.11
- ? pour Windows 3.2 (uniquement en Chine)
- Version pour Windows NT 3.1 (par oubli de l'équipe de développement, le terme "VERSION" apparaît au lieu du n° de version. Winver affiche donc version VERSION)
- ? pour Windows NT 3.5
- 3.51 pour Windows NT 3.51
- 4.0 pour Windows 95 à 95 OSR2
- 4.0 pour Windows NT 4.0
- 4.10 pour Windows 98
- 4.10.2222 pour Windows 98 SE
- 4.90 pour Windows Me
- 5.0 pour Windows 2000
- 5.1 pour Windows XP
- 5.2 pour Windows XP 64 bits
- 6.0 pour Windows Vista
- 6.1 pour Windows 7
- 6.2 pour Windows 8
- 6.3 pour Windows 8.1
- 1507 à 2004 (selon la mise à jour majeure) pour Windows 10

## Versions affichées par les Windows de type serveur
- Version pour Windows Server NT 3.1 (par oubli de l'équipe de développement, le terme Version apparaît au lieu du n° de version. Winver affiche donc version VERSION)
- ? pour Windows Server NT 3.5
- 3.51 pour Windows Server NT 3.51
- 4.0 pour Windows NT 4.0 Server
- 5.0 pour Windows 2000 server
- 5.2 pour Windows Server 2003
- 5.2 pour Windows Server 2003 R2 et NET Server 2003
- 6.0 pour Windows Server 2008
- 6.1 pour Windows Server 2008 R2
- 6.2 pour Windows Server 2012
- 6.3 pour Windows Server 2012 R2
- 1607 à 2004 (selon la mise à jour majeure) pour Windows Server 2016
- 1809 pour Windows Server 2019 (même noyau que Windows Server 2016 1809)

## Lancement
- Démarrer ⇒ Exécuter ⇒ winver ou winver.exe